# Велики печати савезних америчких држава
Следи галерија званичних великих печата свих 50 америчких савезних држава.
- Ајова
- Алабама
- Аљаска
- Аризона
- Арканзас
- Вајоминг
- Вашингтон
- Вермонт
- Вирџинија
- Висконсин
- Делавер
- Западна Вирџинија
- Илиноис
- Индијана
- Јужна Дакота
- Јужна Каролина
- Јута
- Калифорнија
- Канзас
- Кентаки
- Колорадо
- Луизијана
- Масачусетс
- Мејн
- Мериленд
- Минесота
- Мисисипи
- Мисури
- Мичиген
- Монтана
- Небраска
- Невада
- Нови Мексико
- Њу Хемпшир
- Њу Џерзи
- Оклахома
- Орегон
- Охајо
- Пенсилванија
- Роуд Ајланд
- Северна Каролина
- Тексас
- Тенеси
- Флорида
- Хаваји
- Џорџија